# لیبرال‌ها و دموکرات‌های فلاندری
لیبرال‌ها و دموکرات‌های فلاندری (هلندی: Open Vlaamse Liberalen en Democraten ,pronounced [ˈo:pə(ɱ) ˈvla:msə libəˈra:lə(n) ɛn de:mo:ˈkra:tə(n)] (); فرانسوی: Libéraux et démocrates flamands ouverts‎Open Vld) یک حزب لیبرال محافظه کار فلاندری در بلژیک است. بخش کوچکی در این حزب، دیدگاه لیبرال اجتماعی دارند.
این حزب در سال ۱۹۹۲ از ادغام حزب دوزبانه آزادی و پیشرفت و سیاست‌مداران جنبش اصلاح طلب ایجاد شد. این حزب از سال ۱۹۹۹ تا مارس ۲۰۰۸ دولت را برای سه کابینه تحت رهبری گای ورهوفستاد رهبری کرد.

## تاریخچه
این حزب ریشه در حزب آزادی و پیشرفت دارد که به نوبه خود جانشین حزب لیبرال بود، حزبی دو زبانه که در هر دو منطقه فلاندری و والونی بلژیک قرار داشت. به این ترتیب حزب لیبرال قدیمی‌ترین حزب سیاسی بلژیک است. در سال ۱۸۴۶، والتر فر-اوربان موفق به ایجاد یک برنامه سیاسی شد که می‌توانست چندین گروه لیبرال را در یک حزب متحد کند. قبل از سال ۱۹۶۰، حزب لیبرال بلژیک به سختی سازماندهی شده بود. در طول کنگره حزب لیبرال در سال ۱۹۶۱، حزب لیبرال به حزب دو زبانه برای آزادی و پیشرفت (PVV-PLP) اصلاح شد و عمر وانادنهوو رئیس حزب جدید شد. حزب لیبرال جدید که با چهره‌ای ضد روحانی دست و پنجه نرم می‌کرد، درهای خود را به روی معتقدان گشود، اما چندان نگران وضعیت کارگران نبود و در درجه اول از منافع کارفرمایان دفاع می‌کرد.